# مولي كرافت
مولي كرافت (بالإنجليزية: Molly Craft)‏ هو لاعب كرة قاعدة أمريكي، ولد في 28 نوفمبر 1895 في بورتسموث في الولايات المتحدة، وتوفي في 25 أكتوبر 1978 في لوس أنجلوس في الولايات المتحدة.

## وصلات خارجية
- مولي كرافت على موقعبيزبول رفرنس.كوم (الدوري الرئيسي) (الإنجليزية)
- مولي كرافت على موقعبيزبول رفرنس.كوم (الدوري الثانوي) (الإنجليزية)